# 1925
1925 (MCMXXV) fue un año común comenzado en jueves según el calendario gregoriano.

## Acontecimientos

### Enero
- 1 de enero: La capital de Noruega oficialmente deja de llamarse Cristiania y pasa a llamarse Oslo.
- 1 de enero: En Alemania sale a la luz el escándalo de corrupción Barmat.[1] El hecho de que afectara principalmente al SPD y que algunos de sus principales implicados fuesen judíos, fue muy usado en la propaganda por grupos nacionalistas y antisemitas como el NSDAP.
- 3 de enero: Benito Mussolini pone fuera de la ley a los partidos de la oposición, lo que deja al Partido Nacional Fascista como único en Italia.
- 5 de enero: Nellie Tayloe Ross se convierte en la primera gobernadora mujer de Estados Unidos.
- 15 de enero: En Alemania es nombrado como nuevo canciller Hans Luther, político independiente, apoyado por los partidos DNVP, DVP, Zentrum, DDP y BVP.[2]
- 20 de enero: León Trotski es expulsado como miembro del gobierno (Consejo de Comisarios del Pueblo) de la URSS y como líder del Sóviet Militar Revolucionario, pero seguirá siendo miembro del partido.[3]
- 20 de enero: Se firma un tratado entre Japón y la Unión Soviética por el que los japoneses devuelven la Isla de Sajalín a Rusia a cambio de concesiones económicas(Convención Básica Soviético-Japonesa).
- 23 de enero: golpe de Estado en Chile en favor del expresidente Arturo Alessandri, el presidente Luis Altamirano es depuesto y remplazado por una junta de gobierno temporal presidida por Emilio Bello Codesido.[4]
- 26 de enero: En Marruecos Las tropas rifeñas leales a Abd el-Krim derrotan y capturan al líder rifeño Ahmed al-Raisuli, antiguo aliado de España y abandonado por estos tras su retirada de Xauen.[5]

### Febrero
- 1 de febrero: en Berlín (Alemania) se reúne por primera vez el Frente de los Combatientes Rojos, organización armada del Partido Comunista de Alemania. El frente se propone «unificar las fuerzas proletarias» para combatir el militarismo y el fascismo.
- 1 de febrero: en el teatro Talía de Barcelona, se celebra un campeonato de 36 horas de baile.
- 1 de febrero: el gobierno de Turquía expulsa del país al patriarca de la Iglesia ortodoxa de Grecia Constantino VI de Constantinopla, provocando un grave conflicto con Grecia y la intervención de la Sociedad de las Naciones.[6]
- 6 de febrero: en España, todos los mozos irán a filas desde el actual reemplazo.
- 8 de febrero: el Pueblo kurdo liderado por el religioso Sheikh Said[7] se rebela contra Turquía. La rebelión durará cerca de un mes, y será duramente reprimida y sus principales líderes ejecutados.[8]
- 10 de febrero: en Bilbao, el Banco de Crédito y Unión Minera anuncian la suspensión de pagos.
- 11 de febrero: en Portugal cae el Gobierno del presidente José Domingues dos Santos,[9] provocando la división del Partido demócrata, siendo nombrado nuevo presidente Vitorino Guimarães,[10] también miembro del mismo partido.
- 19 de febrero: en Venecia se estrena la comedia musical Gli amanti sposi, de Ermanno Wolf-Ferrari.
- 22 de febrero: en París (Francia), la Asamblea Nacional vota la supresión de la embajada ante la Santa Sede.
- 23 de febrero: en Argentina, la poetisa Alfonsina Storni publica Ocre.
- 24 de febrero: en Granada (España) se inaugura el tranvía a Sierra Nevada (con 14 túneles y 21 puentes en sus 20 km de recorrido), que permite la comunicación entre muchos pueblos de la provincia.
- 25 de febrero: Columbia Records (hoy SonyBMG) realiza la primera grabación musical eléctrica comercial en Nueva York, Estados Unidos. Su intérprete fue el pianista y cantante estadounidense Art Gillham apodado The Whispering Pianist (el pianista susurrante).
- 28 de febrero: Muere el presidente de Alemania Friedrich Ebert, provocando que las elecciones previstas para finales de año se anticipen al mes de abril. Temporalmente ejercerá la presidencia el presidente del Reichsgericht Walter Simons.
- 28 de febrero: Un terremoto de 6,2 sacude el noreste de América, siendo uno de los más poderosos registrados en Canadá del siglo XX.

### Marzo
- 1 de marzo: en Chile, Pablo Neruda publica el texto «Imperial del sur» en el periódico El Mercurio.
- 1 de marzo: en España, el Directorio acuerda crear la Dirección de Abastos.
- 4 de marzo: El republicano Calvin Coolidge jura como presidente de Estados Unidos para un segundo mandato.
- 7 de marzo: Mongolia Exterior es ocupada por el Ejército Rojo de la Unión Soviética.
- 10 de marzo: El escritor judío austríaco Hugo Bettauer es tiroteado en Viena por un joven integrante del partido nazi alemán, como respuesta a una novela donde se satirizaba el antisemitismo. El escritor murió a los pocos días por las heridas.
- 12 de marzo: El gobierno del Reino Unido presidido por el conservador Stanley Baldwin decide rechazar el Protocolo de Ginebra sobre arbitraje entre naciones que había pactado el gobierno previo del laborista Ramsay MacDonald.
- 13 de marzo: Vicente Lombardo Toledano escoge este día para celebrar el 600 aniversario de la fundación de México-Tenochtitlan
- 13 de marzo: Los EE. UU. ratifican el Tratado Hay-Quesada, negociado desde 1903, que reconoce la soberanía de Cuba sobre la Isla de Pinos, hoy Isla de la Juventud.
- 16 de marzo: en la provincia china de Yunnan un terremoto de 7,0 deja un saldo de 5.000 muertos.
- 18 de marzo: el «Tornado de los Tres Estados» atraviesa Misuri, Illinois e Indiana, dejando 695 muertos y 2027 heridos. Golpea a las ciudades de Murphysboro y Gorham (Illinois); Ellington (Misuri) y Griffin (Indiana).
- 21 de marzo: En España, el directorio aprueba el Estatuto Provincial de 1925 redactado por José Calvo Sotelo. Una de sus principales medidas es la disolución definitiva de la Mancomunidad de Cataluña.
- 23 de marzo: el estado de Tennessee (en Estados Unidos) prohíbe la enseñanza de la teoría de la evolución.
- 25 de marzo: En Chile ese día retorna del exilio en Europa el presidente Arturo Alessandri Palma.
- 25 de marzo: el inventor escocés John Logie Baird realiza su primera demostración pública sobre el envío de imágenes en movimiento.

### Abril
- 1 de abril: en Dessau (Alemania) se instala la Escuela de la Bauhaus.
- 6 de abril: Es condenado a muerte el anarquista español Rafael Torres Escartín, por el asesinato del cardenal Juan Soldevila.[11]
- 9 de abril:  Grave accidente de tren en Barcelona con 24 muertos y más de 100 heridos.[12]
- 10 de abril: Moción de censura en Francia. El presidente Édouard Herriot presenta la dimisión del gobierno.[13]
- 12 de abril: en Bolivia se funda el Club Bolívar.
- 13 de abril: los rifeños marroquíes al mando de Abd el-Krim atacan las posiciones francesas a lo largo del Río Uarga, extendiendo su República del Rif hacia el Marruecos francés. En 2 meses conquistarán 48 posiciones francesas y provocarán más de 5000 bajas, provocando una grave crisis militar y política en Francia.
- 16 de abril: en Sofía, militantes comunistas vuelan la Catedral de Sveta-Nedelya produciendo 128 muertos y más de 500 heridos, incluidos numerosos militares y miembros del gobierno. Se trata de uno de los atentados más grandes de la historia de Europa. (Atentado en la Catedral de Sveta-Nedelya).
- 18 de abril: golpe de Estado fallido en Portugal.[14]
- 19 de abril: en Chile se funda el Club Social y Deportivo Colo-Colo.
- 20 de abril: En Irán, las tropas de Reza Jan entran en Ahvaz y arrestan al sheij Jazal.
- 26 de abril: en República de Weimar segunda ronda de las elecciones presidenciales, con el propósito de elegir al Reichspräsident. El vencedor resulta ser Paul von Hindenburg, contra su principal rival Wilhelm Marx.
- 28 de abril: En París tiene lugar la Exposición Internacional de Artes Decorativas e Industrias Modernas, que daría origen al Art déco.

### Mayo
- 1 de mayo: en la ciudad de Guayaquil (Ecuador) se funda el Barcelona Sporting Club.
- 5 de mayo: en EE. UU. tiene lugar el famoso Juicio de Scopes sobre el conflicto entre el creacionismo y el evolucionismo. Aunque salió vencedora la postura creacionista, su defensor, el exlíder demócrata William Jennings Bryan fue muy desprestigiado y murió pocos días después.
- 7 de mayo:  el escritor ruso Borís Sávinkov, capturado por los bolcheviques mediante la Operación Trust, condenado a muerte y recientemente indultado, se suicida al tirarse por una ventana de la prisión donde estaba encerrado, aunque se especula que pudo ser asesinado.
- 16 de mayo: viaja a Madrid el político francés Louis-Jean Malvy para iniciar negociaciones con el gobierno español con el objetivo de solucionar de forma conjunta el problema marroquí de Abd el-Krim.[15]
- 17 de mayo: en toda España se levanta el estado de guerra mediante un decreto.
- Los alcaldes de Valencia, Alicante y Castellón decidieron que el himno de la Exposición Regional Valenciana de 1909 se convirtiera en el himno del Reino de Valencia.
- 17 de mayo: en Ciudad del Vaticano es canonizada la carmelita francesa Teresa de Lisieux por el papa Pío XI
- 20 de mayo: el general Gerardo Machado inicia su mandato como presidente de Cuba, tras haber ganado las elecciones.
- 23 de mayo: en Toyooka (Japón) se registra un devastador terremoto de 6,8 y un incendio que dejan más de 400 muertos, 1000 heridos y más de 7000 edificios destruidos.
- 30 de mayo: en Shanghái tiene lugar una revuelta estudiantil que se acaba expandiendo en forma de huelgas y motines xenófobos por toda China (ver Movimiento del 30 de mayo).

### Junio
- 6 de junio: la policía española captura a unos terroristas catalanistas pertenecientes a la Bandera Negra que intentaban atentar contra la familia real.(Complot de Garraf).
- 15 de junio: después de 24 días perdidos por el Ártico y dados por muertos, el explorador noruego Roald Amundsen y su equipo consiguen llegar en avión a la isla de Svalbard.[16]
- 17 de junio: en Madrid empiezan las emisiones de Unión Radio, una de las primeras emisoras de España y una de las más importantes, con el número de licencia EAJ-7. También se estrenó el mismo día, la revista de radiodifusión Ondas, asociada a esa emisora.[17]
- 17 de junio: se firma el Protocolo de Ginebra, por el que prohíbe el uso de armas químicas y biológicas.
- 21 de junio: en Italia tiene lugar el cuarto y último congreso fascista, por el que el fascismo queda totalmente integrado en el estado italiano.[18]
- 25 de junio: en Grecia el general Theodoros Pangalos da un golpe de Estado y se hace con el poder, destituyendo al anterior presidente Andreas Michalakópulos.[19]
- 27 de junio: en el estado de Montana se registra un terremoto de 6,9.
- 29 de junio: en Santa Bárbara, California se registra un terremoto de 6,8 que deja 13 fallecidos y destruye el centro histórico de la ciudad, con daños estimados en 8 millones de dólares.

### Julio
- 9 de julio: tiene lugar en Ecuador la Revolución Juliana que derroca al presidente Gonzalo Córdova.
- 9 de julio: en París, el parlamento francés acuerda por mayoría la guerra contra Abd el-Krim y aprueba un presupuesto especial para ello.[20]
- 11 de julio: en Madrid, los delegados franceses y españoles llegan a un acuerdo para la actuación en Marruecos contra Abd el-Krim[21]
- 13 de julio: por acuerdo entre griegos y turcos, Basilio III es elegido nuevo patriarca de la iglesia griega de Constantinopla, solucionando de esa forma el problema que había entre ambos países tras la expulsión de Turquía del anterior patriarca.[22]
- 18 de julio: en Berlín se publica el libro de Hitler Mein Kampf (Mi lucha). Fecha aproximada, pues en el prólogo de la obra menciona que la primera parte fue escrita en 1924 y la segunda en 1926 según el traductor.
- 19 de julio: se inicia la evacuación de la cuenca del Ruhr por las tropas francesas y belgas.
- 19 de julio: Tribus drusas atacan a los franceses en la ciudad de Salkhad (As-Suwayda), dando inicio a la Gran Revuelta Siria.
- 20 de julio: Italia y Yugoslavia firman los Acuerdos de Nettuno.
- 21 de julio: Crisis política en Portugal, el mayoritario Partido demócrata se divide en dos, dejando al presidente António Maria da Silva en minoría, por lo que se ve obligado a dimitir.[23]
- 26 de julio: en San Petersburgo, URSS se inaugura el Estadio Petrovsky.

### Agosto
- 2 de agosto: en el parlamento de Bolivia, los partidarios del presidente Bautista Saavedra Mallea anulan las anteriores elecciones y convocan unas nuevas para diciembre, con objeto de evitar que el ganador José Gabino Villanueva asuma el mando del país.[24]
- 3 de agosto: grave crisis diplomática entre Alemania y Polonia. Los ciudadanos de nacionalidad alemana son expulsados de Polonia. En respuesta, los ciudadanos de nacionalidad polaca son expulsados de Alemania.[25]
- 11 de agosto: el ministro de exteriores francés Aristide Briand se reúne en Londres con su equivalente británico Austen Chamberlain para tratar el asunto de las deudas de guerra entre ambos países, así como la respuesta al pacto de seguridad propuesto por el ministro alemán Gustav Stresemann.
- 21 de agosto: en Algeciras, el general francés Pétain y el español Miguel Primo de Rivera trazan un plan de acción conjunta contra Abd el-Krim en la guerra de Marruecos.[26]
- 25 de agosto: Los últimos soldados franceses evacúan las ciudades de Düsseldorf y Duisburgo, finalizando con ello la evacuación de la cuenca del Ruhr, que llevaba ocupada desde enero de 1923.[27]

### Septiembre
- 1 de septiembre: en México, se funda el Banco de México.
- 1 de septiembre: la Provincia de Tarata es devuelta por Chile a Perú, según el arbitraje del presidente de EE. UU. Calvin Coolidge en la Cuestión de Tacna y Arica.
- 5 de septiembre: el dirigible estadounidense USS Shenandoah se estrella en Ohio, muriendo 14 de sus tripulantes.
- 8 de septiembre: en Marruecos, las fuerzas del dictador español Miguel Primo de Rivera (1870-1930) llevan a cabo el Desembarco de Alhucemas.
- 11 de septiembre: el ejército francés al mando de Philippe Pétain inicia su ofensiva por el sur contra Abd el-Krim, de acuerdo con lo pactado con España.[28]
- 14 de septiembre: en Bolivia inicia sus actividades la empresa Lloyd Aéreo Boliviano.
- 18 de septiembre: En Chile se promulga la Constitución de 1925 que pone término al régimen parlamentario y da inicio al presidencialismo.

### Octubre
- 2 de octubre: En Chile el presidente Arturo Alessandri Palma renuncia por segunda vez al gobierno.
- 2 de octubre: El ejército español llega a Axdir, capital de la República del Rif, ciudad que es saqueada y arrasada.[29]
- 5 de octubre: Se inicia la Conferencia de Locarno, por la que se regularán las relaciones entre Alemania y sus países vecinos.
- 19 de octubre: Se emite por primera vez el periódico español La Nación, órgano del régimen de Miguel Primo de Rivera, de ideología ultranacionalista.[30]
- 19 de octubre: En la frontera entre Grecia y Bulgaria, un centinela griego que perseguía a su perro fue abatido por centinelas búlgaros, provocando un grave incidente entre ambos países, y la invasión de Pétrich por el ejército griego.[31]
- 24 de octubre: En Chile Emiliano Figueroa gana la Elección Presidencial.
- 27 de octubre: En Alemania el Partido Nacional abandona el gobierno como consecuencia de la firma de los Tratados de Locarno[32]
- 28 de octubre: En Luxor, el arqueólogo Howard Carter descubre la momia de Tutankamón.
- 31 de octubre: En París, el actor Max Linder, uno de los más importantes del mundo, junto con su esposa, aparecen muertos en un hotel con las venas abiertas.

### Noviembre
- 2 de noviembre: En Lima, el escritor peruano José Santos Chocano mata a tiros a su compañero de profesión Edwin Elmore.
- 4 de noviembre: Tras el éxito del Desembarco de Alhucemas y la toma de Axdir, el general Miguel Primo de Rivera se retira de Marruecos, nombrando su sustituto como comisario de Marruecos al general José Sanjurjo.
- 4 de noviembre: La policía italiana descubre un complot para asesinar a Benito Mussolini con un fusil de francotirador mientras daba un discurso en el Palacio Chigi. Son detenidos el diputado socialista Tito Zaniboni[33] y el general Luigi Capello,[34] así como ilegalizado el PSU.
- 5 de noviembre: Gracias a la Operación Trust, el OGPU soviético logra capturar y ejecutar al espía británico Sidney Reilly.
- 11 de noviembre: Se funda Le Faisceau, el primer partido fascista francés.
- 23 de noviembre: En Manchuria el general Guo Songling inició una rebelión contra su superior Zhang Zuolin apoyado por el general rival Feng Yuxiang, dando inicio a la Guerra Anti-Fengtian.
- 23 de noviembre: Crisis de gobierno en Francia. Los socialistas retiran su apoyo al presidente Paul Painlevé, rompiendo el Cartel des Gauches y obligando a la formación de un gobierno de concentración presidido por Aristide Briand.[35]
- 23 de noviembre: El astrónomo Edwin Hubble demuestra que la nebulosa de la andrómeda se trata en realidad de otra galaxia fuera de la Vía Láctea.
- 25 de noviembre: En Honduras se funda el Club Deportivo Marathon.
- 29 de noviembre: En Argentina comienza la Novena Edición de Copa América.

### Diciembre
- 1 de diciembre: Se firma el tratado de Locarno, en Londres, Inglaterra.
- 1 de diciembre: Se inicia la evacuación de la zona de Colonia por las tropas aliadas de ocupación.[36]
- 2 de diciembre: La Sociedad de las Naciones dicta que Grecia deberá pagar 30 millones de levas a Bulgaria como consecuencia de la invasión de Pétrich.[31][37]
- 3 de diciembre: En España finaliza el gobierno del Directorio militar y comienza el del Directorio civil, igualmente presidido por el general Miguel Primo de Rivera.
- 5 de diciembre: En Portugal, el periódico O Século saca a la luz una gran trama de falsificación de billetes portugueses, dirigida por Artur Virgílio Alves dos Reis[38]
- 14 de diciembre: En los Países Bajos la policía pone a descubierto una trama de nacionalistas húngaros para falsificar francos franceses y hundir el valor de esta divisa.[39]
- 16 de diciembre: En Irán, la Asamblea de Consulta Nacional depone a la dinastía Qayar e instaura en el trono a Reza Jan como Reza Shah.
- 18 de diciembre: en la Moscú tiene lugar el XIV congreso comunista, donde la facción de Iósif Stalin se impone sobre la facción de Grigori Zinóviev.[40]
- 21 de diciembre: en la Unión Soviética se estrena la película El acorazado Potemkin de Serguéi Eisenstein.
- 23 de diciembre: los musulmanes wahabitas de la Casa de Saúd conquistan la ciudad de Yeda,[41] finalizando la conquista del Reino del Hiyaz.[42]
- 24 de diciembre: Durante la Guerra Anti-Fengtian, el general Guo Songling fracasa al tratar de apoderarse de Mukden, siendo derrotado y ejecutado por su rival Zhang Zuolin, pero la guerra continúa.
- 25 de diciembre: En Buenos Aires (Argentina) finaliza la Copa América y Argentina es campeón por Segunda Vez.
- 25 de diciembre: Se dedica la misión en Sudamérica de La Iglesia de Jesucristo de los Santos de los Últimos día en Argentina.
- 26 de diciembre: en India se funda el Partido Comunista de la India.
- 26 de diciembre: el aventurero inglés Gordon Canning presenta al gobierno francés una solicitud de paz por parte de Abd el-Krim.[43]
- 28 de diciembre: El príncipe Carlos heredero de Rumanía abdica al trono de Rumanía en favor de su hijo Miguel para fugarse con su amante.[44]
- Finales de 1925 o principios de 1926: el Sovnarkom aprueba la liquidación del Goskino (Comité Estatal de Cinematografía) y su reemplazo por el Sovkino.

### Fecha desconocida
- En Mongolia: el dólar mongol es reemplazado por el tugrik.

## Nacimientos

### Enero
- 1 de enero: 
  - Raúl Valerio, actor de cine y televisión mexicano (f. 2017).
  - Eugenio Rincón, pintor español (f. 2007).
- 3 de enero: Jill Balcon, actriz inglesa (f. 2009).
- 5 de enero: Ramón Sainz de Varanda, político español (f. 1986).
- 6 de enero: 
  - John DeLorean, empresario automovilístico estadounidense (f. 2005).
  - Jane Harvey, cantante de jazz estadounidense (f. 2013).
- 7 de enero: Gerald Durrell, naturalista y escritor británico (f. 1995).

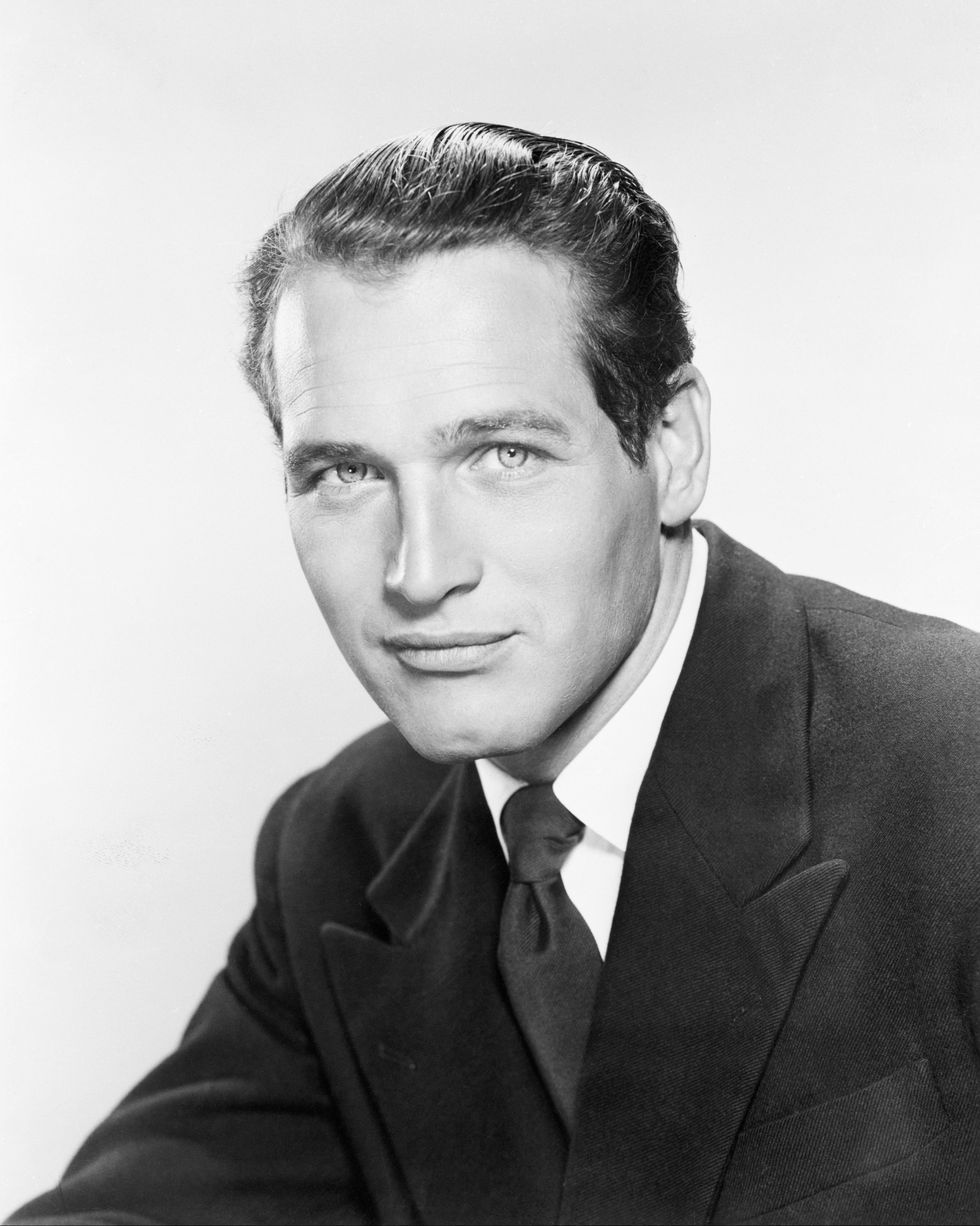
Paul Newman

- 8 de enero: Bernardo Ruiz, ciclista español.(f.2025)
- 9 de enero: Lee Van Cleef, actor estadounidense (f. 1989).
- 14 de enero: Yukio Mishima, escritor japonés (f. 1970).
- 15 de enero: 
  - Mirta Acuña de Baravalle, activista y militante por la causa de los derechos humanos argentina (f. 2024).
  - Jeannette Laot, sindicalista y feminista francesa.(f.2025)
  - Ignacio López Tarso, actor mexicano (f. 2023).
  - Ruth Slenczynska, pianista clásica estadounidense.
- 20 de enero: Ernesto Cardenal, escritor, político, sacerdote y teólogo nicaragüense (f. 2020).
- 22 de enero: Eva Klein, científica húngara-sueca (f. 2025).
- 26 de enero: Paul Newman, actor, director y productor estadounidense (f. 2008).
- 27 de enero: 
  - Juan Vitalio Acuña Núñez, campesino y guerrillero cubano; asesinado en Bolivia (f. 1967).
  - Hugo Villar, científico uruguayo (f. 2017).
- 30 de enero: Douglas Engelbart, inventor e informático estadounidense, conocido por inventar el ratón (f. 2013).
- 31 de enero: Igal Talmi, físico nuclear israelí.

### Febrero
- 2 de febrero: 
  - Delfí Abella, psiquiatra y músico español (f. 2007).

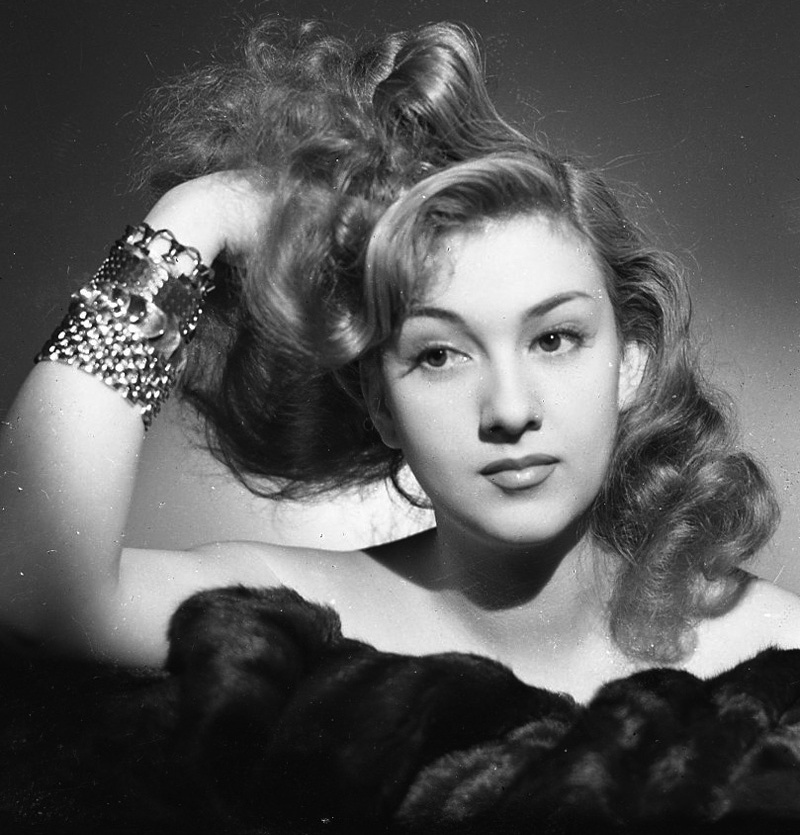
Amparo Rivelles

- - Julio César León, ciclista venezolano.
- 6 de febrero: Pramoedya Ananta Toer, escritor indonesio (f. 2006).
- 8 de febrero: Jack Lemmon, actor estadounidense (f. 2001).
- 10 de febrero: Kerima, actriz francesa.(f.2014)
- 11 de febrero: 
  - Amparo Rivelles, actriz española (f. 2013).
  - Virginia Johnson, sexóloga estadounidense (f. 2013).
- 17 de febrero: Hal Holbrook, actor estadounidense candidato al Oscar al mejor actor de reparto (f. 2021).
- 18 de febrero: George Kennedy,actor estadounidense (f. 2016).
- 19 de febrero: Ram Sutar, escultor indio.
- 20 de febrero: Robert Altman, cineasta estadounidense (f. 2006).
- 21 de febrero: 
  - Tom Gehrels, astrónomo estadounidense nacido en los Países Bajos (f. 2011).
  - Sam Peckinpah, cineasta estadounidense (f. 1984).
- 24 de febrero: Etel Adnan, artista visual, pintora, poeta, escritora, autora y dibujante franco-libanesa (f. 2021).
- 25 de febrero: Shehu Shagari, presidente de Nigeria (f. 2018).
- 26 de febrero: Miroslava Stern, actriz mexicana de origen checoslovaco (f. 1955).
- 27 de febrero: Marin Constantin, músico, director de orquesta y compositor rumano (f. 2011).

### Marzo
- 3 de marzo: Antonio González Flores, conocido como "El pescaílla",  cantante, guitarrista y compositor español (f. 1995).
- 4 de marzo: Inezita Barroso, cantante, actriz, bibliotecaria, profesora y presentadora brasileña (f. 2015).
- 5 de marzo: Jacques Vergès, abogado francés (f. 2013).
- 7 de marzo: Manuel Gago García, historietista español (f. 1980).
- 12 de marzo: 
  - Martín Acosta y Lara, baloncestista español (f. 2005).
  - Leo Esaki, físico japonés, Premio Nobel en 1973.
  - Rosario Granados, actriz mexicana (f. 1997).
- 16 de marzo: Luis Ernesto Miramontes, químico mexicano (f. 2004).
- 21 de marzo: 
  - Beatriz Aguirre, actriz mexicana (f. 2019).
  - Peter Brook, director de teatro, películas y opera inglés (f. 2022).
- 23 de marzo: Beatriz Aguirre, actriz mexicana (f. 2019).
- 25 de marzo: 
  - Flannery O'Connor, escritora estadounidense (f. 1964).
  - Ravindra Kelekar, escritor, traductor y activista indio (f. 2010).
- 26 de marzo: 
  - Pierre Boulez, compositor y director francés (f. 2016).
  - James Moody, músico estadounidense (f. 2010).
- 27 de marzo: Miguel Frank, cineasta y escritor chileno (f. 1994).
- 31 de marzo: Valentín Vázquez de Prada, historiador español.

### Abril
- 3 de abril: Tony Benn, político británico (f. 2014).
- 4 de abril: Dettmar Cramer, entrenador de fútbol alemán (f. 2015).
- 5 de abril: Rubén Lena, músico uruguayo (f. 1995).
- 13 de abril: Hilda Dianda, compositora y profesora de música argentina.
- 14 de abril: Rod Steiger, actor estadounidense (f. 2002).
- 21 de abril: Rita Macedo, actriz mexicana (f. 1993).
- 27 de abril: 
  - Brigitte Auber, actriz francesa.
  - Alfonso Grados Bertorini, periodista y político peruano (f. 2010).

### Mayo
- 1 de mayo: Scott Carpenter, astronauta y acuanauta estadounidense (f. 2013).
- 2 de mayo: Eva Aeppli, artista, pintora y escultora suiza (f. 2015).
- 4 de mayo: Luis Herrera Campíns, político y periodista venezolano (f. 2007).
- 6 de mayo: John Bayard Britton, médico estadounidense asesinado por un antiabortista (f. 1994).
- 7 de mayo: Anne Carter, educadora y economista estadounidense.
- 8 de mayo: Ali Hassan Mwinyi, político tanzano, segundo presidente.(f. 2024)
- 9 de mayo: Miguel Allamand, ingeniero, empresario y político chileno (f. 2010).
- 10 de mayo: Sagrario Martínez Carrera, química española (f. 2011).
- 14 de mayo: Ana Raquel Satre, soprano uruguaya (f. 2014).

- 15 de mayo: 

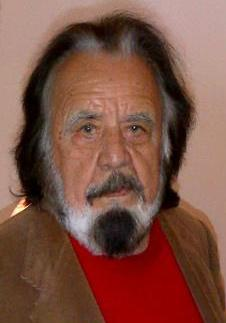
Horacio Guarany

  - Magda Arguedas Villanueva, es una artista plástica boliviana.
  - Eugenio Martin, guionista y director de cine español (f. 2023).
  - Horacio Guarany, cantante folclórico argentino (f. 2017).
- 17 de mayo: Michel de Certeau, historiador y filósofo francés (f. 1986).
- 16 de mayo: 
  - Nancy Roman, astrónoma de la NASA estadounidense (f. 2018).
  - Bobbejaan Schoepen, músico belga (f. 2010).
- 19 de mayo: Malcolm X, activista político estadounidense (f. 1965).
- 20 de mayo: Horst Alisch, caricaturista alemán (f. 2020).
- 22 de mayo: Jean Tinguely, artista suizo (f. 1991).
- 24 de mayo: Gladys Afamado, artista, grabadora y poeta uruguaya.(f.2024)
- 25 de mayo: 
  - Rosario Castellanos, poeta y escritora mexicana (f. 1974).
  - Aldo Clementi, compositor italiano (f. 2011).
  - Jeanne Crain, actriz estadounidense (f. 2003).
  - Berto Fontana, actor y director de teatro uruguayo (f. 2017).
  - José María Gatica, boxeador argentino (f. 1963).
  - Claude Pinoteau, director de cine y guionista francés (f. 2012).
  - Alekséi Túpolev, diseñador aeronáutico soviético (f. 2001).
- 26 de mayo: Carmen Montejo, actriz cubana-mexicana (f. 2013).
- 28 de mayo: 
  - Bülent Ecevit, político y primer ministro turco (f. 2006).
  - Dietrich Fischer-Dieskau, barítono alemán (f. 2012).
- 30 de mayo: John Cocke, científico informático estadounidense (f. 2002).
- 31 de mayo: Joan Bosch Palau, director de cine español (f. 2015).

### Junio
- 1 de junio: Dilia Díaz Cisneros, educadora y poeta venezolana (f. 2017).

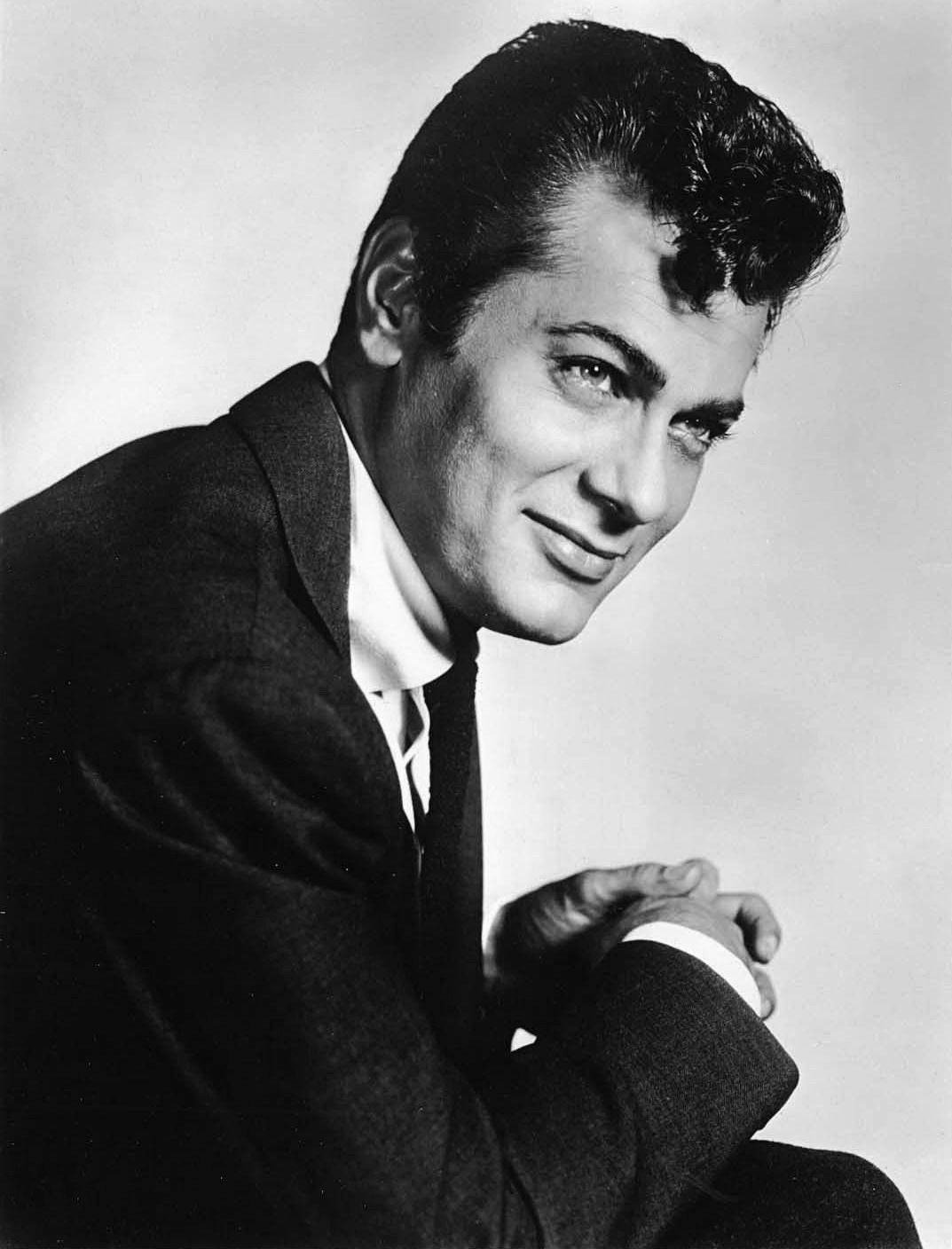
Tony Curtis

- 3 de junio: Tony Curtis, actor estadounidense (f. 2010).
- 4 de junio: 
  - Nicomedes Santa Cruz Gamarra, periodista, poeta y decimista peruano (f. 1992).
  - Antonio Puchades, futbolista español (f. 2013).
  - José Torres, actor venezolano.
- 7 de junio: Ernestina Herrera de Noble, empresaria argentina; directora de Clarín. (f. 2017).
- 8 de junio: Barbara Bush, 41.ª primera dama de los Estados Unidos (f. 2018).
- 14 de junio: 
  - Serge Moscovici, psicólogo social francés (f. 2014).
  - Eliseo Herrera, cantante y compositor colombiano (f. 2016).
  - Dalton Trevisan, escritor brasileño (f. 2024).
- 18 de junio: Anderssen Banchero, escritor uruguayo (f. 1987).
- 20 de junio: 
  - Andrés Aylwin, abogado y político chileno (f. 2018).
  - Carmen Lapacó, activista por los derechos humanos argentina (f. 2017).
- 21 de junio: Stanley Moss, poeta y comerciante de arte estadounidense.(f. 2024).
- 25 de junio: 
  - June Lockhart, actriz estadounidense.
  - Robert Venturi, arquitecto estadounidense (f. 2018).
- 29 de junio: Giorgio Napolitano, presidente de Italia (f. 2023).
- 30 de junio: Philippe Jaccottet, poeta y traductor suizo (f. 2021).

### Julio
- 2 de julio: Patrice Lumumba,  líder anticolonialista y nacionalista congoleño (f. 1961).
- 3 de julio: Néffer Kröger, musicóloga y concertista uruguaya (f. 1996).
- 6 de julio: Bill Haley, músico estadounidense (f. 1981).
- 8 de julio: Joaquim Veríssimo Serrão, historiador portugués (f. 2020).

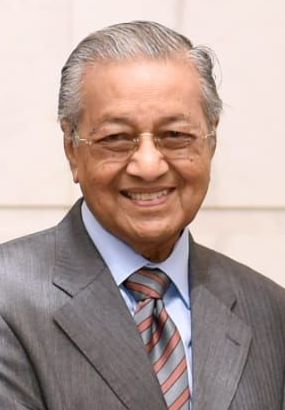
Mahathir Mohamad

- 10 de julio: Mahathir Mohamad, político malayo; 4.º y 7.º Primer ministro de Malasia.
- 13 de julio: Gustavo Torner, pintor y escultor español.
- 14 de julio: María Asunción Català, profesora, matemática, y astrónoma española (f. 2009).
- 15 de julio: Josep Mussons, empresario y dirigente deportivo español (f. 2021).
- 16 de julio: Rosita Quintana, actriz, cantante y compositora argentina-mexicana (f. 2021).
- 17 de julio: Anita Lasker-Wallfisch, es una violonchelista germano-británica y miembro superviviente del holocausto.
- 20 de julio: Fermín Palma Rodríguez, médico, cirujano, historiador y humanista español.
- 23 de julio: 
  - Sol Acín, poeta, traductora y profesora de francés española (f. 1998).
  - Quett Masire, expresidente de Botsuana (f. 2017).
- 24 de julio: Ignacio Aldecoa, escritor español (f. 1969).
- 25 de julio: Ana González de Recabarren, activista chilena por los derechos humanos (f. 2018).
- 26 de julio: Ana María Matute, novelista española (f. 2014).
- 28 de julio: Juan Alberto Schiaffino, futbolista uruguayo (f. 2002).
- 29 de julio: Mikis Theodorakis, compositor e intelectual griego (f. 2021).
- 30 de julio:
  - Vicente Altomonte. futbolista argentino.
  - Bienvenido Brens, músico y compositor dominicano (f. 2007).
  - Arturo Estrada Hernández, pintor mexicano.

### Agosto
- 1 de agosto: 
  - Alicia Berdaxagar, actriz argentina (f. 2018).
  - Ernst Jandl, escritor austriaco (f. 2020).
- 2 de agosto: 
  - Jorge Rafael Videla, militar, dictador y convicto argentino, dictador de Argentina desde 1976 hasta 1981, durante la última dictadura (f. 2013).
  - Alan Whicker, periodista y presentador de televisión y locutor británico (f. 2013).
- 6 de agosto: Carmen Loréfice, activista argentina de la ONG Madres de Plaza de Mayo Línea Fundadora.(f2025)
- 9 de agosto: Valentín Pimstein, productor chileno de telenovelas (f. 2017).
- 12 de agosto: 
  - Guillermo Cano, periodista colombiano (f. 1986).
  - José Sazatornil, actor español. (f. 2015).
- 13 de agosto: 
  - Carlitos Balá, actor cómico argentino (f. 2022).
  - José Alfredo Martínez de Hoz, ministro de Economía argentino durante la última dictadura (f. 2013).
- 14 de agosto: Marina Latorre, escritora, periodista y galerista chilena.
- 15 de agosto: Oscar Peterson, músico canadiense (f. 2007).
- 16 de agosto: José María Obaldía, escritor, lexicógrafo, maestro y narrador oral uruguayo.(f.2025)
- 21 de agosto: Margit Frenk, filóloga alemana nacionalizada mexicana.
- 22 de agosto: Honor Blackman, actriz británica (f. 2020).
- 23 de agosto: Edgardo Boeninger, ingeniero, economista, politólogo, académico y político chileno (f. 2009).
- 24 de agosto: Victorio Panasci, futbolista argentino.
- 25 de agosto: Juanita Reina, cantante y actriz española (f. 1999).
- 28 de agosto: Donald O'Connor, cantante, bailarín y actor estadounidense (f. 2003).

### Septiembre
- 1 de septiembre: Roy Jay Glauber, físico estadounidense (f. 2018).
- 6 de septiembre: Andrea Camilleri, escritor y director de televisión y teatro italiano (f. 2019).
- 8 de septiembre: Peter Sellers, actor británico (f. 1980).
- 13 de septiembre: Mel Tormé, músico estadounidense, uno de los grandes cantantes de jazz (f. 1999).
- 15 de septiembre: 
  - Aurora Chirinos Pizarro, bióloga, zoóloga, curadora y catedrática peruana.
  - Peggy Webber, actriz y escritora estadounidense que ha trabajado en cine, teatro, televisión y radio.
- 16 de septiembre: B. B. King, músico estadounidense (f. 2015).
- 20 de septiembre: 
  - Ananda Mahidol, rey tailandés (f. 1946).
  - Kléber Silva Iribarnegaray, sacerdote uruguayo (f. 1977).
- 25 de septiembre: 
  - Silvana Pampanini, actriz italiana (f. 2016).
  - Ana Sacerdote, artista abstracta ítalo-argentina (f. 2019).
- 28 de septiembre: Joaquín Vargas Gómez, empresario mexicano (f. 2009).
- 29 de septiembre: Miguelina Guirao, es una investigadora científica argentina.

### Octubre
- 2 de octubre: José Martínez Suárez, director de cine y guionista argentino (f. 2019).
- 3 de octubre: Gore Vidal, escritor estadounidense (f. 2012).
- 5 de octubre: Emiliano Aguirre,  paleontólogo español (f. 2021).
- 8 de octubre: Paul Van Hoeydonck,  pintor y escultor belga.(f.2025)
- 10 de octubre: Francisco Aguabella, percusionista cubano de jazz latino, música afrocubana y rock latino (f. 2010).
- 11 de octubre: Luis González y González, historiador mexicano (f. 2003).
- 12 de octubre: Ernesto Schoo, escritor, periodista, crítico, cronista, traductor y guionista argentino (f. 2013).
- 13 de octubre: 
  - Margaret Thatcher, política británica, primera ministra entre 1979 y 1990 (f. 2013).
  - Marcello Pellegrino Ernetti,  monje, científico y exorcista benedictino que supuestamente ayudó a construir el Chronovisor (f. 1994).
  - Sergio Tarquinio, historietista, dibujante, pintor y grabador italiano.
- 14 de octubre: André-Jacques Marie, atleta francés.
- 16 de octubre: Angela Lansbury, actriz británica (f. 2022).
- 18 de octubre: Ramiz Alia, político y presidente albanés (f. 2011).
- 19 de octubre: Emilio Eduardo Massera, militar, dictador y convicto argentino (f. 2010).

- 21 de octubre: 

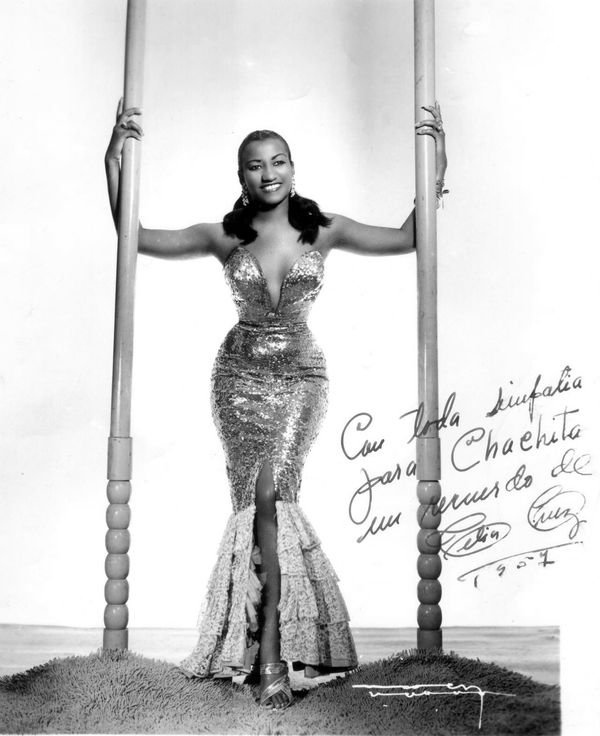
Celia Cruz

  - Celia Cruz, cantante cubana de salsa (f. 2003).
  - Concepción Llaguno Marchena, química española (f. 2010)
- 22 de octubre: Robert Rauschenberg, artista visual pop estadounidense (f. 2008).
- 24 de octubre: 
  - Sofía Acosta, escritora, poeta y profesora argentina (f. 2005).
  - Luciano Berio, compositor italiano de música académica (f. 2003).
- 27 de octubre: Mark Adams, artista estadounidense (f. 2006).
- 29 de octubre: 
  - Robert Hardy, actor británico (f. 2017).
  - Haim Hefer, compositor, poeta y escritor israelí (f. 2012).
  - Zoot Sims, saxofonista estadounidense de jazz (f. 1985).
- 31 de octubre: John Pople, químico británico, premio Nobel de química en 1998 (f. 2004).

### Noviembre
- 2 de noviembre: Modest Cuixart, pintor español (f. 2007).
- 4 de noviembre: Doris Roberts, actriz estadounidense (f. 2016).
- 4 de noviembre: Carlos G. Vallés, sacerdote jesuita, matemático y escritor religioso español (f. 2020), compañero del padre Tony de Mello.[45]
- 8 de noviembre: Asunción Balaguer, actriz española (f. 2019).
- 10 de noviembre: 
  - Richard Burton, actor británico (f. 1984).
  - Jaime Agudelo, actor y humorista colombiano (f. 2009).
- 17 de noviembre: Rock Hudson, actor estadounidense (f. 1985).
- 20 de noviembre: Robert F. Kennedy, político estadounidense (f. 1968).
- 23 de noviembre: José Napoleón Duarte, presidente salvadoreño entre 1984 y 1989 (f. 1990).
- 25 de noviembre: María Asquerino, actriz española (f. 2013).
- 26 de noviembre: Gregorio Álvarez, dictador uruguayo (f. 2016).
- 30 de noviembre: William H. Gates Sr., abogado estadounidense (f. 2020).

### Diciembre
- 3 de diciembre: Kim Dae-Jung, político, presidente surcoreano entre 1998 y 2003 y premio Nobel de la paz en 2000 (f. 2009).

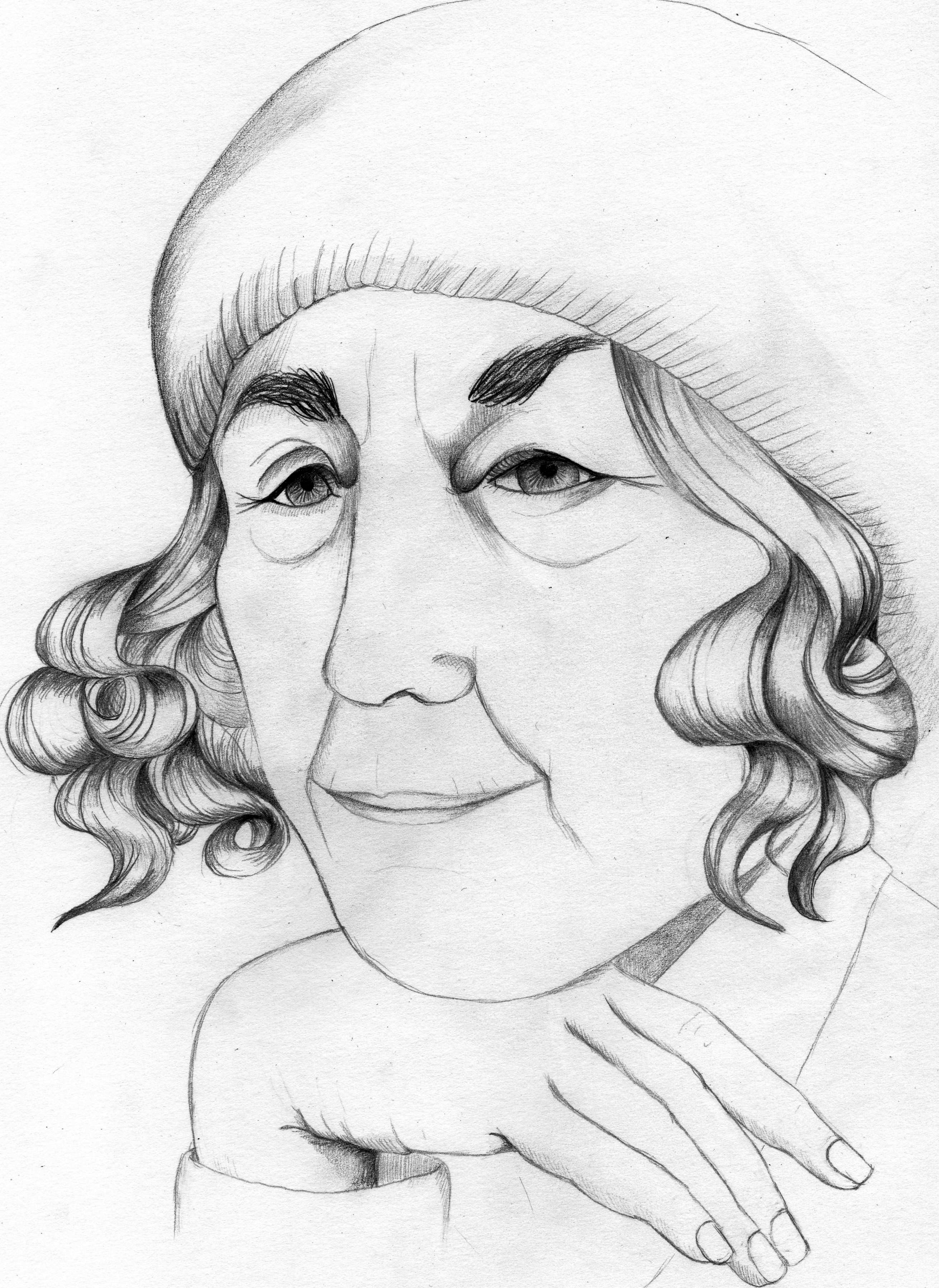
Carmen Martín Gaite

- 8 de diciembre: Carmen Martín Gaite, escritora española (f. 2000).
- 13 de diciembre: 
  - Dick Van Dyke, actor estadounidense.
  - Klavdia Kudriashova, cantante de ópera soviética (f. 2012).
- 21 de diciembre: Olga Aróseva, actriz rusa (f. 2013).
- 25 de diciembre: Carla Cordua, filósofa chilena.
- 28 de diciembre: Hildegard Knef, actriz alemana (f. 2002).
- 29 de diciembre: Luis Alberto Monge Álvarez, político y presidente costarricense entre 1982 y 1986 (f. 2016).
- 30 de diciembre: Margarita Aguirre, escritora y crítica chilena, amiga y biógrafa de Pablo Neruda (f. 2003).

### Fechas desconocidas
- Juana Bellanato, investigadora y química española.
- Abdal Salam al-Majali, médico y primer ministro jordano (f. 2023).

## Fallecimientos
- 6 de enero: Ferdinand Löwe, director de orquesta y músico austríaco (n. 1865).
- 10 de enero: António Sardinha, poeta, ensayista y político portugués (n. 1888).
- 25 de enero: Juan Vucetich, creador del sistema dactiloscópico de identificación de personas por huellas dactilares (n. 1858).
- 12 de febrero: Antonio Dabán Vallejo, general español, miembro del Cuadrilátero (dictadura de Primo de Rivera) (n. 1877).
- 17 de febrero: Ignacio Andrade, militar, político y presidente constitucional de los Estados Unidos de Venezuela (n. 1839).
- 24 de febrero: Karl Hjalmar Branting, político sueco, premio Nobel de la paz en 1921 (n. 1860).
- 28 de febrero: Friedrich Ebert, político alemán, presidente de la república (n. 1871).
- 5 de marzo: Michel Verne, escritor y editor francés (n. 1861), hijo del novelista Jules Verne.
- 11 de marzo: Sun Yat-sen, médico y revolucionario chino, fundador del Kuomintang (n. 1866).
- 11 de marzo: José María del Canto Arteaga, militar chileno (n. 1840).
- 20 de marzo: George Curzon, político conservador británico (n. 1859).
- 22 de marzo: Julian Marchlewski, político comunista polaco (n. 1866).
- 30 de marzo: Rudolf Steiner, ocultista, esoterista y curandero austrocroata, autodenominado clarividente, fundador de la antroposofía (n. 1861).
- 7 de abril: Tijon de Moscú, patriarca de la iglesia ortodoxa rusa (n. 1865).
- 15 de abril: Faustino Nicoli, Industrial y político barcelonés (n. 1852).
- 17 de abril: Ahmed al-Raisuli, líder rifeño (n. 1871).[46]
- 22 de abril: André Caplet, director de orquesta y compositor francés (n. 1878).
- 21 de mayo: Eisaburo Ueno, ingeniero agrónomo y docente japonés (n. 1872), dueño del famoso perro fiel Hachiko (1923-1935).
- 1 de junio: Helen Barnes: actriz estadounidense (n. 1895).
- 3 de junio: Manuel Comellas Coímbra, periodista, poeta y fundador del Correo Gallego (n. 1857).
- 11 de junio: José Ignacio Garmendia, militar, escritor y pintor argentino
- 12 de junio: Gustave García, barítono italiano (n. 1837).
- 12 de junio: Richard Teichmann, gran jugador de ajedrez alemán (n. 1868).
- 17 de junio: A. C. Benson, ensayista y poeta británico (n. 1862).
- 1 de julio: Erik Satie, músico francés (n. 1866).
- 17 de julio: Juan Bautista Castagnino, empresario y mecenas argentino (n. 1884).
- 9 de julio: René Quintón, pionero de la aviación y naturalista autodidacta francés (n. 1866).
- 26 de julio: William Bryan, político estadounidense (n. 1860).
- 26 de julio: Gottlob Frege, matemático alemán (n. 1848).
- 4 de agosto: Charles W. Clark, barítono estadounidense (n. 1865).
- 5 de agosto: Georges Palante, filósofo anarcoindividualista francés (n. 1862).
- 7 de agosto: Ricardo Mella, pedagogo anarquista español (n. 1861).
- 24 de agosto: R. G. Bhandarkar, erudito orientalista y activista indio (n. 1837).
- 24 de agosto: Félix Sesúmaga, futbolista español (n. 1898).
- 16 de septiembre: Leo Fall, compositor austríaco de operetas (n. 1873).
- 29 de septiembre: Léon Bourgeois, político francés, premio Nobel de la paz en 1920 (n. 1851).
- 31 de octubre: Max Linder, actor cómico francés (n. 1883).
- 7 de noviembre: Francisco Bens, militar español (n. 1867).
- 10 de noviembre: Ernesto Pérez Millán (26), nacionalista católico y asesino argentino; asesinado (n. 1899).
- 5 de diciembre: Władysław Reymont, novelista polaco, premio Nobel de literatura en 1924 (n. 1867).
- 9 de diciembre: Pablo Iglesias, político español, fundador del PSOE y de la UGT (n. 1850).
- 13 de diciembre: Antonio Maura y Montaner, político, ministro y presidente español (n. 1853).
- 25 de diciembre: Karl Abraham, psicoanalista alemán (n. 1877).
- 28 de diciembre: Sergéi Yesenin, poeta ruso.

## Arte y literatura
- 14 de diciembre: Alban Berg estrena su ópera Wozzeck.
- Sergéi Eisenstein: El acorazado Potemkin (película).
- Rafael Alberti: Marinero en tierra.
- Gerardo Diego: Manual de espumas.
- John Dos Passos: Manhattan transfer.
- F. Scott Fitzgerald: El gran Gatsby.
- José Vasconcelos: La raza cósmica.
- Virginia Woolf: La señora Dalloway.
- Agatha Christie: El secreto de Chimneys.
- Lion Feuchtwanger: El judío Süß.
- Theodore Dreiser: Una tragedia americana.
- Franz Kafka: El proceso (publicada de manera póstuma).
- Aldous Huxley: Arte, amor y todo lo demás.
- Ernest Hemingway: En nuestro tiempo.
- André Gide: Los monederos falsos.
- Aceptación del verbo «piropear» en el diccionario de la RAE.

## Deporte

### Béisbol
- El 24 de febrero: en México se funda la Liga Mexicana de Béisbol.

### Fútbol
- El 10 de marzo: en Grecia se funda el club deportivo Olympiacos.
- 19 de abril: en Chile se funda el Club Social y Deportivo Colo-Colo.
- 1 de mayo: en Ecuador se funda el Barcelona Sporting Club.
- 25 de noviembre: en Honduras se funda el Club Deportivo Marathon.

### Golf
- US Open:  Bobby Jones.
- British Open:  Jim Barnes.
- Campeonato de la PGA:  Walter Hagen.

### Tenis
- 20ª edición de la Copa Davis.  Estados Unidos se proclama campeón en la final ante  Francia por 5-0.

- Abierto de Australia:
  - Ganadora individual: Daphne Akhurst 
  - Ganador individual: James Anderson

- Abierto de Estados Unidos:
  - Ganadora individual: Helen Wills Moody 
  - Ganador individual: Bill Tilden

- Campeonato de Wimbledon:
  - Ganadora individual: Suzanne Lenglen 
  - Ganador individual: René Lacoste

- Torneo de Roland Garros:
  - Ganadora individual: Suzanne Lenglen 
  - Ganador individual: René Lacoste

## Premios Nobel
- Física: James Franck, Gustav Ludwig Hertz
- Química: Richard Adolf Zsigmondy
- Medicina: Destinado al Fondo Especial de esta sección del premio
- Literatura: George Bernard Shaw
- Paz: Sir Austen Chamberlain, Charles Gates Dawes, Ricky Fort.